# Ayşe Hatun Önal
Ayşe Hatun Önal (Adana, 29 juli 1978) is een Turkse zangeres, actrice en voormalig model. Tijdens de 49ste editie van Miss World in 1999 vertegenwoordigde ze haar land.

## Vroege jaren
Önal werkte als professioneel model terwijl ze public relations studeerde aan de Anadolu Universiteit in Eskişehir. Om haar dromen na te kunnen jagen, stopte ze in het tweede jaar met deze studie. Vervolgens nam Önal in 1999 deel aan de Miss Turkije-wedstrijd. Nadat ze deze titel won, reisde ze datzelfde jaar af naar Londen om haar land te vertegenwoordigen tijdens Miss World. Hierna volgde een klein aantal acteerrollen.

## Muzikale carrière
Na jarenlang als model te hebben gewerkt, begon Önal haar muzikale carrière in 2003 met de release van de extended play Sonunda (Turks voor 'Eindelijk'). Deze werd uitgegeven door Universal Music.
Na een break van vijf jaar volgde in 2008 het debuutalbum Sustuysam ('Als ik stil ben' of 'Als ik zwijg'), dat uitgebracht werd door Sony BMG. De eerste single hiervan, Kalbe Ben ('Ik naar het hart'), werd een grote hit. Önal schreef alle nummers op het album zelf. In een deel ervan bekritiseert ze de samenleving, in andere nummers neemt ze juist zichzelf op de hak. Terwijl ze in Kalbe Ben de 'meningsverschillen' tussen hart en hersenen bespreekt, maakt ze in Yok Yok grapjes over haar grote voeten (Önal is 1m81). Met de titel van het album verwijst ze naar de kritiek van andere mensen: ze kiest ervoor te zwijgen in plaats van te reageren. In de recensies die na de release volgden, vergeleek menig recensent haar met Hande Yener, die in diezelfde periode een redelijk grote switch had gemaakt naar elektronische muziek.
Önals tweede album, Selam Dengesiz ('Groet onevenwichtig'), verscheen pas in 2017. De opnames en het daaropvolgende succes van Sustuysam hadden haar uitgeput, waardoor ze zich terugtrok en uiteindelijk helemaal uit beeld verdween. Önal liet lange tijd niets van zich horen en bracht sporadisch een losse single uit. Deze losse singles vormen voor een deel het tweede album. In tegenstelling tot de elektronische voorganger werd Selam Dengesiz meer een popalbum. De titel is een mix van de titels van twee nummers: Çak Bir Selam ('Een hoge groet') en Dengesiz ('Onevenwichtig'). Deze keer liet ze het schrijfproces vooral aan anderen over en schreef slechts drie nummers zelf. Het nummer Olay ('Gebeurtenis') dat door İsra Gülümser werd geschreven en ter promotie tegelijk met het album verscheen, is tot op heden Önals grootste hit, met 24 miljoen streams op Spotify (geraadpleegd mei 2023). Katakulli ('Viool') en Efsane ('Mythe'), haar laatste twee singles die beiden in 2019 verschenen, volgen met respectievelijk 15 en 10 miljoen streams (geraadpleegd mei 2023).